# Taljivost
Taljivost je merilo za količino toplote, ki je potrebna, da se mineral raztali v kroglico, ali da se vsaj zaoblijo njegovi ostri robovi. 
Število mineralov, ki se raztalijo na plamenu sveče ali vžigalnika, je zelo majhno. Takšni minerali imajo oceno taljivosti 1 ali 2. Ocena taljivosti v večini primerov nima kakšne praktične vrednosti. Bolj pomemben je podatek ali se snov sploh tali ali ne.
Lahko taljive so na primer zlitine za spajkanje, ki niso minerali. Nekatere snovi, na primer opeka za oblaganje peči, imajo zelo visoka tališča in zato majhno taljivost. Materiali z zelo visokimi tališči so ognjeodporni materiali.